# 하산 앗세누시

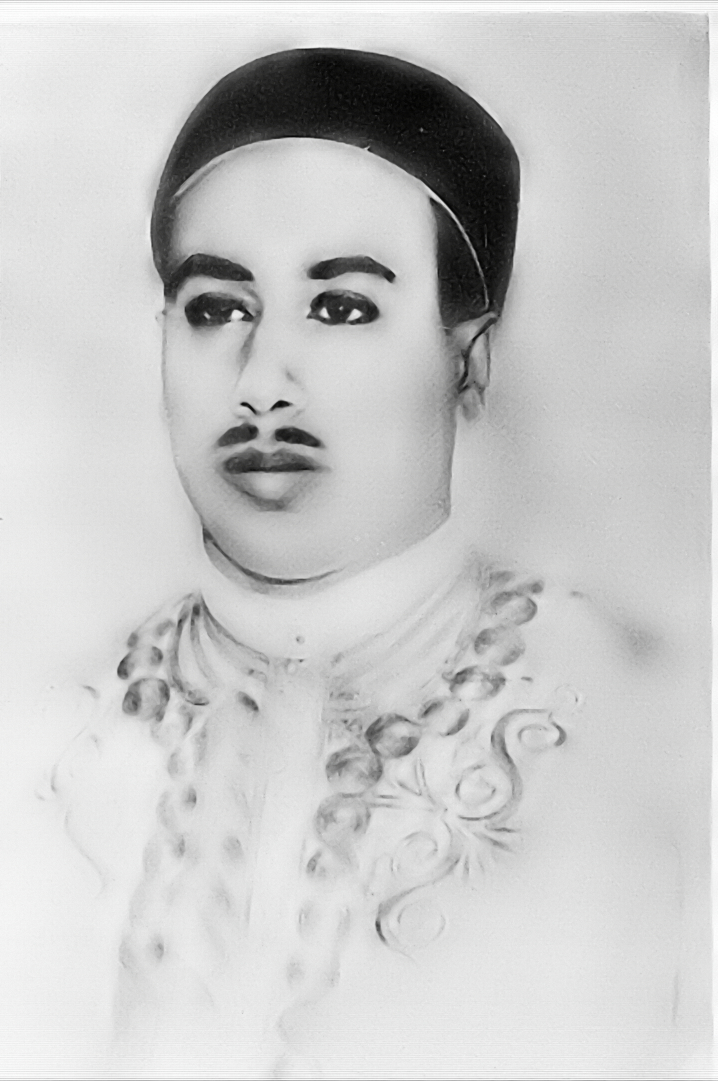

사이드 하산 아르리다 알마흐디 앗세누시(아랍어: حسن السنوسي: 1928년-1992년 4월 28일)는 리비아 왕국의 마지막 왕세자다. 1956년 10월 26일부터 1969년 9월 1일 왕정 폐지 때까지 세자 자리에 있었다.